# پورتلت
پورتْلِت‌ها (Portlets) خرده نرم‌افزارهای مربوط به UI با قابلیت استفاده مجدد در برنامه‌سازی رایانه‌ای برای وب هستند که وظیفهٔ آن‌ها نمایش اطلاعات موردنیاز به کاربران درگاه‌های وبی (Web Portals) است. مثال‌هایی از اطلاعات و خدماتی که پورتلت‌ها به کاربران بر روی یک درگاه ارائه می‌کنند، در زیر فهرست شده‌اند:
- رایانامه یا پست الکترونیکی.
- گزارش‌های مربوط به آب و هوا.
- راهنمای مسیرهای شهری.
- اخبار.
- انجمن‌های گفتگو.

استانداردهایی که برای ساختن پورتلت‌ها وجود دارد، به توسعه‌دهندگان نرم‌افزار اجازه می‌دهد که پورتلت‌هایی بنویسند که در هر نرم‌افزار درگاه وبی که از آن استاندارد پشتیبانی می‌کند، نصب شوند. از جمله معتبرترین این استانداردهای استاندارد JSR168 است. در کشور ایران کمتر پورتالی این استاندارد را در توسعه پورتلت رعایت می‌کند.
و نیز می‌توان از پورتلت‌ها برای ثبت اطلاعات توسط کاربران پورتال استفاده کرد. به‌طور مثال در قسمت پیشنهادها و انتفادات.